# Guntersdorf
Guntersdorf je městys v Okrese Hollabrunn v Dolních Rakousích. Žije zde přibližně 1 100 obyvatel.

## Geografie
Guntersdorf leží ve Weinviertelu (Vinné čtvrti) v Dolních Rakousích. Plocha městyse je 28,41 kilometrů čtverečních a 1,2 % plochy je zalesněno.

### Správní členění
Městys sestává ze dvou katastrálních území:
- Großnondorf
- Guntersdorf

## Historie

### Vývoj počtu obyvatel
- 1971 1204
- 1981 1044
- 1991 1047
- 2001 1128

## Politika
Starostou městysu je Günther Bradac, vedoucí kanceláře Helene Weinbub.
V obecním zastupitelstvu je 19 křesel, která jsou po posledních obecních volbách 14. března 2010 obsazena podle získaných mandátů takto:
- ÖVP 13
- SPÖ 3
- FPÖ 3

### Starostové
- do roku 1868 Gustav Essel
- 1868 - 1873 Josef Weber
- 1873 - 1877 Anton Berger
- 1877 - 1880 Josef Weber
- 1880 - 1886 Anton Hausgnost
- 1886 - 1894 Karl Stigler
- 1894 - 1900 Johann Schmid
- 1900 - 1919 Johann Scheibenbogen
- 1919 - 1925 Leopold Stigler
- 1925 - 1938 Michael Gruber
- 1938 - 1945 Leopold Lembacher
- 1945 - 1950 Michael Gruber
- 1950 - 1970 Anton Hausgnost
- 1970 - 1984 Franz Gruber
- 1984 - 1995 Josef Scheuer
- 1995 - 2000 Josef Kührer
- 2000 - 2013 Günther Bradac
- 2000 doposud Mag. Roland Weber

### Partnerská města
Partnerským městem Guntersdorfu je Herborn v Německu.

## Kultura a pamětihodnosti
Od roku 1987 má v Guntersdorfu sídlo "Divadlo západního Weinviertelu". Zakladatelkou a vedoucí divadla je paní Franziska Wohlmann. Divadelní program obsahuje hry pro děti a divadelní mládež, klasické, bulvární i kritické hry dnešních autorů. Neustálá jsou pohostinská vystoupení z oblasti divadla i kabaretu, jakož i hudební výstavy a autorská čtení.

## Hospodářství a infrastruktura
Nezemědělských pracovišť bylo v roce 2001 41 a zemědělských a lesnických pracovišť bylo v roce 1999 85. Počet výdělečně činných osob v místě bydliště bylo při sčítání lidu v roce 2001 508, tj. 45,83 %.

## Významní rodáci
- Max Neufeld (1887-1967) - rakouský herec a filmový režisér